# Howe (Norfolk)
Pour les articles homonymes, voir Howe.
Howe est une paroisse civile et un village du Norfolk, en Angleterre.